# Sainte-Gemme-Martaillac
Sainte-Gemme-Martaillac é uma comuna francesa na região administrativa da Nova Aquitânia, no departamento Lot-et-Garonne. Estende-se por uma área de 14 km². Em 2010 a comuna tinha 404 habitantes (densidade: 28,9 hab./km²).